# Hugo Hultvall
Hugo Hultvall, född 3 oktober 2001 i Karlstad, är en svensk tyngdlyftare. 
Hultvall slog nordiskt rekord tre gånger om när han vann JNM i tyngdlyftning 2021, han lyfte i totalen 305 kg. Han tog SM-guld för seniorer i stöt i 102-kilosklassen med 168 kilo, samt brons i ryck (133) och sammanlagt (301). Både stöt och totalt var dessutom nordiska juniorrekord, något han blev varse under JNM i norska Stavern.
Hultvall tog silver i ryck, stöt och totalen på SM 2024 med 150 kg ryck och 195 kg stöt. 